# Вилля
Вилля, Вілія — річка в Україні, у Березнівському районі Рівненської області. Права притока Случі (басейн Дніпра).

## Опис
Довжина річки 14 км., похил річки — 1,6 м/км. Формується з багатьох безіменних струмків та водойм. Площа басейну 78,4 км².

## Розташування
Бере початок на південному сході від Мочулянки. Тече переважно на північний захід через село Віллю і на сході від Бистриків впадає у річку Случ, праву притоку Горині.

## Притоки
- Мочулянка (права).